# Naceur Bedoui
Pour les articles homonymes, voir Bedoui.
Naceur Bedoui, né le 15 novembre 1964 à Sfax, est un footballeur tunisien et gardien du Club sportif sfaxien.

## Carrière
Il commence sa carrière avec l'équipe de l'Avenir sportif de La Marsa. Il la quitte pour rejoindre l'Espérance sportive de Tunis. À cette époque, Chokri El Ouaer en est le premier gardien. Bedoui quitte le club pour rejoindre le Club sportif sfaxien.
Avec ce nouveau club, il remporte en 1995 le doublé (championnat et coupe de Tunisie) ainsi que la coupe de la CAF 1998 et la coupe des clubs champions arabes 2000. En 2004, il remporte la Ligue des champions arabes, la coupe et le championnat de Tunisie, non pas comme gardien mais en tant que responsable de la section de football au sein du Club sportif sfaxien.
En octobre 2012, il est suspendu et condamné à payer une amende de 1 000 dinars.